# Alternative albanaise
L'Alternative albanaise (en monténégrin : Albanska alternativa abrégé AA ; en albanais : Alternativa Shqiptare abrégé en ASh) est un parti politique monténégrin représentant la minorité albanaise du pays. Il est basé à Tuzi.
Le parti est dirigé Nik Gjeloshaj. Il est membre de la Coalition albanaise entre 2009 et 2016.

## Résultats électoraux

### Élections législatives
| Élection | Alliance        | Votes | %    | Rang | Sièges | Gouvernement        |
| -------- | --------------- | ----- | ---- | ---- | ------ | ------------------- |
| 2006     | –               | 2 656 | 0,78 | 9e   | 1 / 81 | Opposition          |
| 2009     | Liste albanaise | 2 898 | 0,89 | 12e  | 0 / 81 | Extra-parlementaire |
| 2012     | AK              | 3 824 | 1,07 | 8e   | 1 / 81 | Opposition          |
| 2016     | AO              | 4 854 | 1,27 | 9e   | 1 / 81 | Opposition          |
| 2020     | AL/LSh          | 6 488 | 1,58 | 8e   | 1 / 81 | Opposition          |
| 2023     | AF              | 6 488 | 1,58 | 8e   | 2 / 81 | Spajić (2023-)      |